# Steve Eminger
Steve Eminger (né le 31 octobre 1983 à Woodbridge en Ontario au Canada) est un joueur professionnel canadien de hockey sur glace. Il joue au poste de défenseur.

## Carrière
Vedette de la Ligue de hockey de l'Ontario avec les Rangers de Kitchener, il est repêché par les Capitals de Washington au premier tour du repêchage d'entrée dans la LNH 2002, en 12e position au total. Il fait ses débuts dans la LNH dès la saison suivante, mais après 17 matches, les Capitals le renvoient à Kitchener.
Ceci est bénéfique pour Eminger et les Rangers, qui devient si dominant que c'est grâce à lui qu'ils remportent la Coupe Memorial. Le 20 juin 2008, il est échangé avec un choix de troisième ronde au repêchage d'entrée dans la LNH 2008 aux Flyers de Philadelphie en retour d'un choix de premier tour dans ce même repêchage (John Carlson).
Le 7 novembre 2008, il est envoyé au Lightning de Tampa Bay avec Steve Downie en retour de Matt Carle et un choix de troisième ronde en 2009. Le 4 mars 2009, il est cédé aux Panthers de la Floride contre Noah Welch. Le 4 septembre 2009, il a signé aux Ducks d'Anaheim comme agent libre pour deux années.
Il ne dispute finalement qu'une saison avec les Ducks avant d'être échangé à l'été 2010 aux Rangers de New York.
Il remporte la Coupe Calder 2016 avec les Monsters du lac Érié.
Eminger annonce son retrait de la compétition le 15 juin 2017 après une saison d'inactivité en raison de blessures, puis accepte un rôle à titre de dépisteur pour l'organisation des Rangers de New York.

## Statistiques
| Saison     | Équipe                 | Ligue      |     | Saison régulière | Saison régulière | Saison régulière | Saison régulière | Saison régulière |   | Séries éliminatoires | Séries éliminatoires | Séries éliminatoires | Séries éliminatoires | Séries éliminatoires |
| Saison     | Équipe                 | Ligue      | PJ  | B                | A                | Pts              | Pun              | PJ               | B | A                    | Pts                  | Pun                  |                      |                      |
| 1999-2000  | Rangers de Kitchener   | LHO        | 50  | 2                | 14               | 16               | 74               | 5                | 0 | 0                    | 0                    | 0                    |                      |                      |
| 2000-2001  | Rangers de Kitchener   | LHO        | 54  | 6                | 26               | 32               | 66               | -                | - | -                    | -                    | -                    |                      |                      |
| 2001-2002  | Rangers de Kitchener   | LHO        | 64  | 19               | 39               | 58               | 93               | 4                | 0 | 2                    | 2                    | 10                   |                      |                      |
| 2002-2003  | Capitals de Washington | LNH        | 17  | 0                | 2                | 2                | 24               | -                | - | -                    | -                    | -                    |                      |                      |
| 2002-2003  | Rangers de Kitchener   | LHO        | 23  | 2                | 27               | 29               | 40               | 21               | 3 | 8                    | 11                   | 44                   |                      |                      |
| 2003-2004  | Capitals de Washington | LNH        | 41  | 0                | 4                | 4                | 45               | -                | - | -                    | -                    | -                    |                      |                      |
| 2003-2004  | Pirates de Portland    | LAH        | 41  | 0                | 4                | 4                | 40               | 7                | 0 | 1                    | 1                    | 2                    |                      |                      |
| 2004-2005  | Pirates de Portland    | LAH        | 62  | 3                | 17               | 20               | 40               | -                | - | -                    | -                    | -                    |                      |                      |
| 2005-2006  | Capitals de Washington | LNH        | 66  | 5                | 13               | 18               | 81               | -                | - | -                    | -                    | -                    |                      |                      |
| 2006-2007  | Capitals de Washington | LNH        | 68  | 1                | 16               | 17               | 63               | -                | - | -                    | -                    | -                    |                      |                      |
| 2007-2008  | Capitals de Washington | LNH        | 20  | 0                | 2                | 2                | 8                | 5                | 1 | 0                    | 1                    | 2                    |                      |                      |
| 2008-2009  | Flyers de Philadelphie | LNH        | 12  | 0                | 2                | 2                | 8                | -                | - | -                    | -                    | -                    |                      |                      |
| 2008-2009  | Lightning de Tampa Bay | LNH        | 50  | 4                | 19               | 23               | 36               | -                | - | -                    | -                    | -                    |                      |                      |
| 2008-2009  | Panthers de la Floride | LNH        | 9   | 1                | 0                | 1                | 6                | -                | - | -                    | -                    | -                    |                      |                      |
| 2009-2010  | Ducks d'Anaheim        | LNH        | 63  | 4                | 12               | 16               | 30               | -                | - | -                    | -                    | -                    |                      |                      |
| 2010-2011  | Rangers de New York    | LNH        | 65  | 2                | 4                | 6                | 22               | -                | - | -                    | -                    | -                    |                      |                      |
| 2011-2012  | Rangers de New York    | LNH        | 42  | 2                | 3                | 5                | 28               | 4                | 0 | 0                    | 0                    | 0                    |                      |                      |
| 2012-2013  | Rangers de New York    | LNH        | 35  | 0                | 3                | 3                | 8                | 11               | 0 | 2                    | 2                    | 4                    |                      |                      |
| 2012-2013  | Whale du Connecticut   | LAH        | 4   | 1                | 0                | 1                | 0                | -                | - | -                    | -                    | -                    |                      |                      |
| 2013-2014  | HK CSKA Moscou         | KHL        | 25  | 0                | 2                | 2                | 10               | -                | - | -                    | -                    | -                    |                      |                      |
| 2013-2014  | Admirals de Norfolk    | LAH        | 33  | 3                | 4                | 7                | 24               | 10               | 1 | 1                    | 2                    | 14                   |                      |                      |
| 2014-2015  | Bruins de Providence   | LAH        | 62  | 4                | 19               | 23               | 60               | 1                | 0 | 0                    | 0                    | 0                    |                      |                      |
| 2015-2016  | Monsters du lac Érié   | LAH        | 19  | 5                | 9                | 14               | 14               | 13               | 1 | 7                    | 8                    | 4                    |                      |                      |
| Totaux LNH | Totaux LNH             | Totaux LNH | 488 | 19               | 80               | 99               | 359              | 20               | 1 | 2                    | 3                    | 6                    |                      |                      |